# Општина Грозешти (Јаши)
Грозешти (рум. Grozeşti) општина је у Румунији у округу Јаши.
Oпштина се налази на надморској висини од 26 m.